# Rozhovor Eirose s Charmionem
Rozhovor Eirose s Charmionem (v anglickém originále „The Conversation of Eiros and Charmion“) je krátká apokalyptická a postapokalyptická sci-fi povídka amerického spisovatele a literárního teoretika Edgara Allana Poea z roku 1839.
V krátkém dialogu spolu rozmlouvají dvě postavy po své smrti. Jedna z nich – Eiros – zemřela během apokalypsy, která postihla Zemi, postava jménem Charmion zemřela o 10 let dříve.
Edgar Allan Poe využil k námětu povídky rozruch vyvolaný předpověďmi baptistického kněze Williama Millera o konci světa.

## Příběh
Dvě postavy – Charmion a Eiros – vedou rozhovor již v posmrtné existenci. Eiros zahynul nedávno při katastrofě, která stihla planetu Zemi, Charmion skonal o deset let dříve a je zvědavý, co se událo. Eiros mu vypráví o posledních dnech života na Zemi.
Ve Sluneční soustavě byla zjištěna nová kometa a astronomové spočítali, že její dráha bude kolidovat s dráhou Země. Lidé tomu příliš nevěřili, ale postupem času se potvrdilo, že se astronomové nezmýlili. I tak se lidé zatím neobávali, vědělo se, že kometa je složena z řídkých plynů. Situace se změnila v okamžiku, kdy se u obyvatel začaly projevovat první příznaky svírání na hrudi a plicích. Atmosféra doznala změny, dusík z ní byl vytlačován, přebytek kyslíku způsobil masivní zážeh a mohutné plameny pohltily zmítající se a bolestí křičící tvory.

## Česká vydání
Česky vyšla povídka v následujících sbírkách nebo antologiích:
- Jáma a kyvadlo a jiné povídky (Odeon 1975, 1978, 1987, 1988 a Levné knihy KMa 2002 [3])
- Předčasný pohřeb: Horrory a jiné děsivé příběhy (Hynek s.r.o., 1999)
- Předčasný pohřeb a jiné povídky (Mladá fronta, 1970)